# Ford Fusion (America)
La Ford Fusion è un'autovettura mid-size prodotta e venduta sul mercato americano dalla Ford a partire dal 2005 al 2020. Nonostante abbia lo stesso nome di un altro modello Ford venduto in Europa nello stesso periodo, non ha nulla in comune con quest'ultimo.

## Prima serie (2005-2012)
La prima serie introdusse il nuovo family-feeling delle Ford americane, dotato di mascherina con tre fasce cromate più altre due sul paraurti. Al lancio, venne venduta negli allestimenti S, SE e SEL. Il motore d'ingresso era un 2.3 Duratec da 161 CV, accompagnato da un cambio manuale o automatico a 5 rapporti, mentre per i modelli SE e SEL era disponibile il 3.0 V6 Duratec da 224 CV con cambio automatico a 6 rapporti. La prima serie condivideva alcuni componenti con la Ford Mondeo, come i sedili e la console centrale. Lo slogan della Fusion negli Stati Uniti era "Life in Drive", mentre in Canada era "Create a Reaction". Nel gennaio 2007, Ford lanciò una nuova campagna pubblicitaria intitolata "Fusion Challenge" (successivamente rinominata "Ford Challenge"). Nello stesso anno venne realizzato un aggiornamento: la trazione integrale divenne disponibile per tutti i modelli V6, mentre il fold-flat system divenne di serie sugli allestimenti SEL e SE. Inoltre, anche la sicurezza migliorò grazie agli airbag laterali, a tendina e a un sistema anti-furto perimetrale. Sull'aspetto intrattenimento, vennero aggiunti la presa aux-in e un navigatore con lettore DVD integrato. Nel 2008, un secondo aggiornamento rese l'ABS e un sistema di monitoraggio della pressione degli pneumatici di serie su tutta la gamma. Come optional diventarono disponibili i sensori di parcheggio e l'illuminazione supplementare interna. Il navigatore con lettore DVD venne sostituito con un sistema di nuova generazione comprendente anche i comandi vocali. Infine, vennero aggiunti due pacchetti di optional: lo "Sport Appearance Package" e il "Moon and Tune Package" (che portava il numero di altoparlanti a otto). Nel 2009, la Fusion ottenne l'ESP, ma verso la fine dell'anno venne ristilizzata completamente.

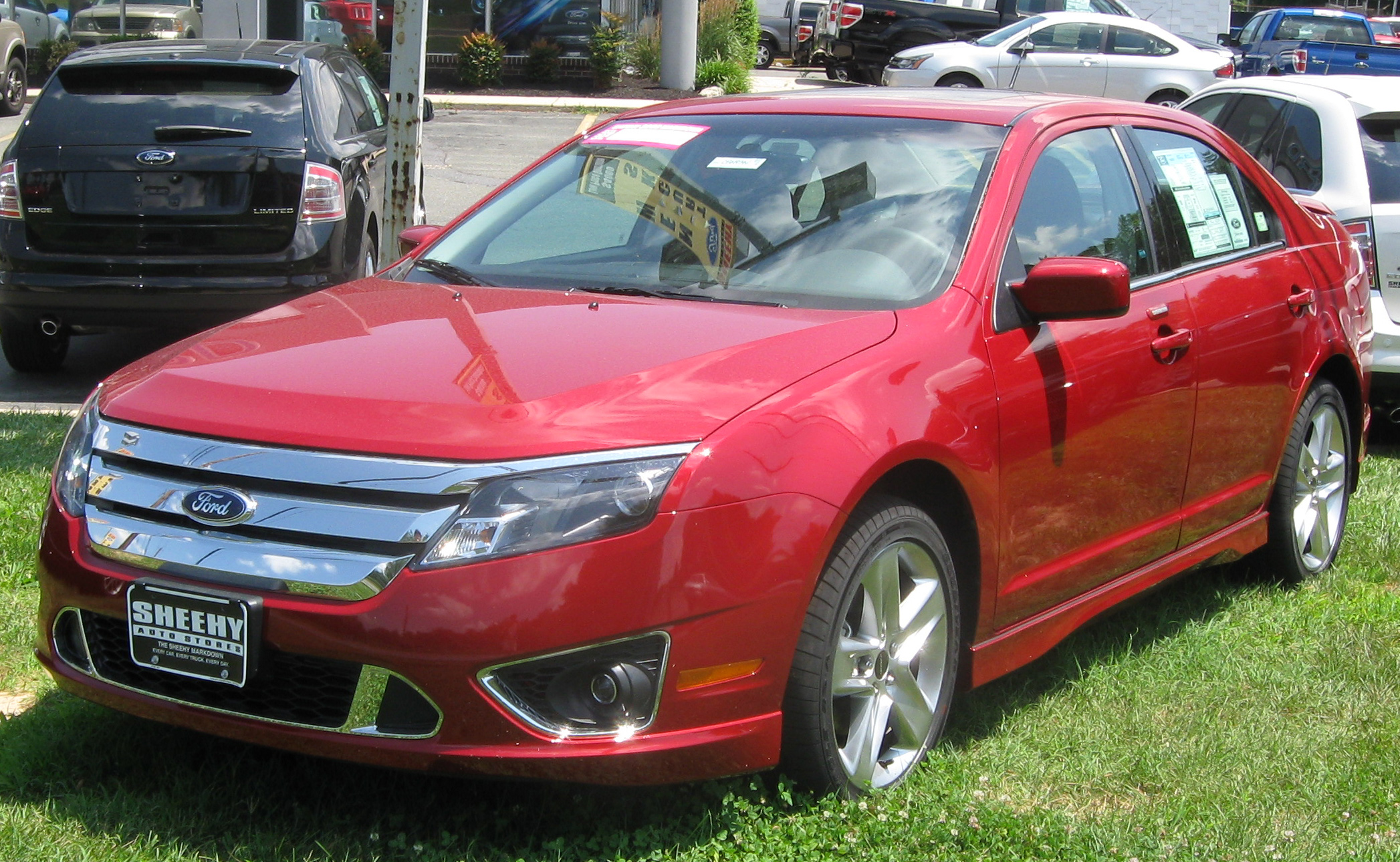
Fusion restyling

### Restyling 2009
Tra il 2009 e il 2010 la Fusion venne ristilizzata assieme alle Mercury Milan e Lincoln MKZ, con un frontale completamente nuovo e più aggressivo. Vennero aggiornati anche gli interni e i motori, che diventarono simili a quelli della versione 2009 del Ford Escape. Tra questi il nuovo 2.5 4 cilindri da 175 CV e il 3.0 PIP Duratec V6 da 240 CV, funzionante anche con E85 e accoppiato alla nuova trasmissione 6F35 a sei rapporti. La Fusion Sport venne invece dotata del 3.5 Duratec da 263 CV. Per quanto riguarda gli interni venne cambiato il design della console centrale, venne aggiunto un monitor LCD da 8" e venne usata una nuova colorazione blu ghiaccio per la strumentazione e i comandi. Gli allestimenti furono 4: S, SE, SEL e Sport. In Messico, l'S comprendeva i cerchi da 16" in acciaio con copricerchi, mentre negli USA e in Canada comprendeva quelli da 16" in lega. L'allestimento SE divenne disponibile con due motorizzazioni (4 cilindri in linea e V6), con cerchi in acciaio da 17" e copricerchi, con fendinebbia e con retrovisori verniciati. Il SEL, invece, aveva in più i cerchi in lega da 17", il sistema SYNC e i sedili in pelle. Il tetto panoramico era disponibile come optional. Infine, l'allestimento Sport possedeva spoiler, minigonne laterali e cerchi in lega da 18".

### Fusion Hybrid
Nel marzo 2009 venne commercializzata la Fusion Hybrid, caratterizzata da una propulsore ibrido benzina-elettrico con un prezzo iniziale di 27.000 dollari. I consumi certificati dall'EPA erano di 41 mpg in città e di 36 mpg in autostrada. Guidando solamente in città, era possibile compiere 700 miglia con un pieno. Questo modello ottenne i migliori consumi certificati EPA rispetto alle concorrenti Toyota Camry Hybrid, Nissan Altima Hybrid e Chevrolet Malibu Hybrid.

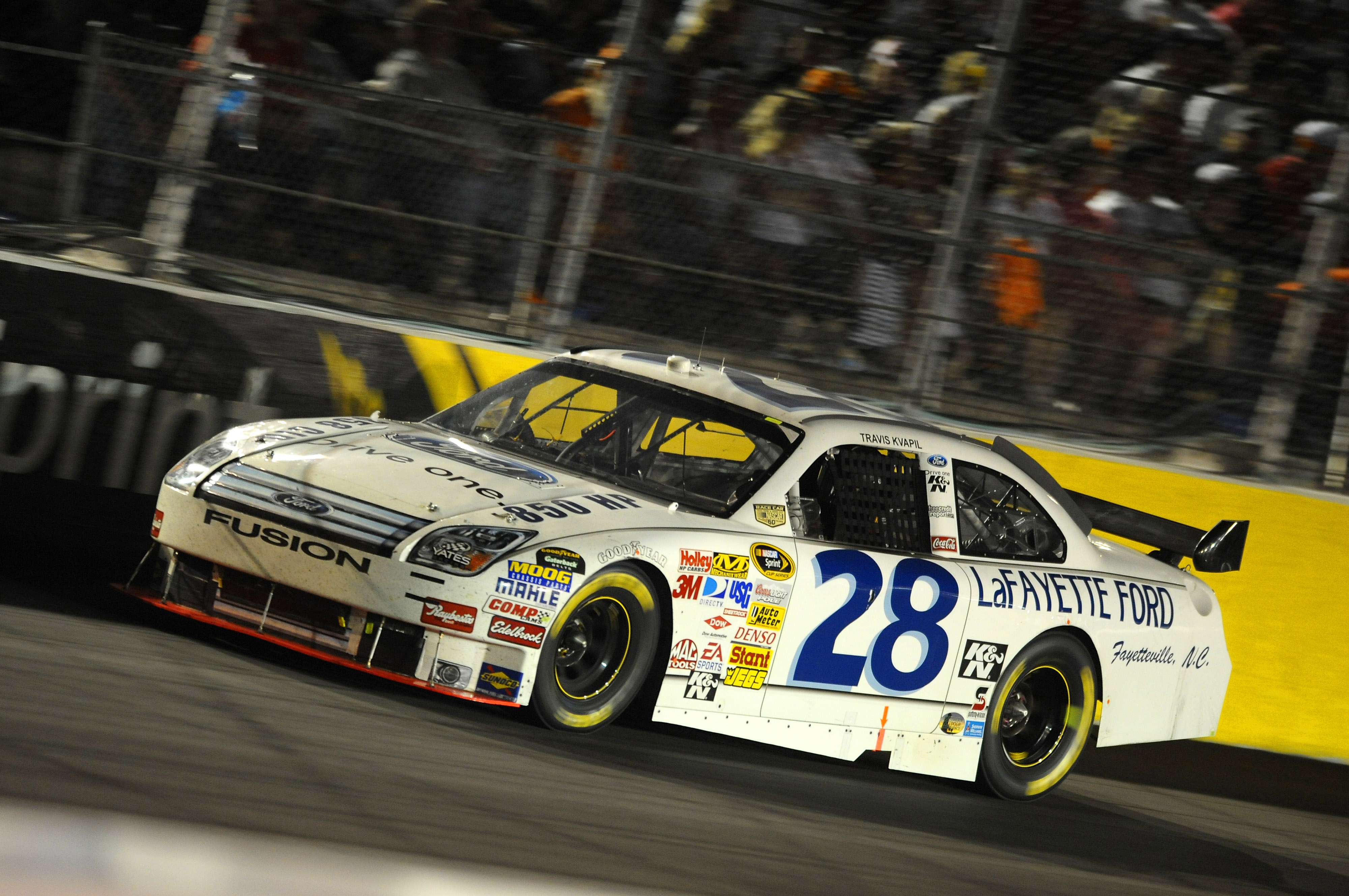
Fusion NASCAR

### Fusion NASCAR
La Ford decise di utilizzare la Fusion come base per le vetture NASCAR a partire dalla stagione 2006, rimpiazzando la Taurus. Il veicolo debuttò nella Daytona 500 e vinse la prima gara una settimana dopo in California. Ford vinse l'edizione annuale della Daytona 500 nel 2009 e nel 2011, quest'ultima vinta dal pilota ventenne Trevor Bayne.

### Record di velocità
Il progetto Fusion 999 nacque nel 2006 quando l'ingegnere Mujeeb Ijaz si rivolse alla Roush Racing per realizzare un progetto in grado di dimostrare le performance di un veicolo a fuel-cell. Il team della Roush Racing, guidato da Rick Darling, lavorò con gli ingegneri della Ford capeggiati da Matt Zuehlk per realizzare un mezzo in grado di raggiungere i 320 km/h e propulso solo con idrogeno nelle Bonneville Salt Flats. Il 15 agosto 2007, il veicolo riuscì a segnare un record di velocità di 333.612 km/h e venne pilotato dall'ex-ingegnere Rick Byrnes, un tempo pilota in numerose sfide effettuate nelle saline di Bonneville.

## Seconda serie (2013-2020)
La seconda serie della Fusion venne svelata nell'edizione 2012 del Salone dell'automobile di Los Angeles. Il modello risultò essere molto simile al concept stilistico Evos, presentato poco tempo prima al Salone di Francoforte. Seguendo il concetto delle world car, già intrapreso da Ford con Focus, questo modello è stato costruito su una piattaforma globale e venduto in America con il nome Fusion, mentre in Europa con il nome Mondeo. Rispetto alla vecchia generazione, il passo è cresciuto di 122 mm, la lunghezza di 28 mm, la larghezza di 18 mm e l'altezza di 31 mm. All'anteriore si trova un sistema sospensivo MacPherson, mentre al posteriore un multi-link.
La produzione è terminata alla fine di luglio del 2020.